# Beleluja
Beleluja (ukrainisch Белелуя; russisch Белелуя Bełełuja, polnisch Beleluja) ist ein Dorf im Osten der ukrainischen Oblast Iwano-Frankiwsk mit 1300 Einwohnern (2022).
Das im 16. Jahrhundert erstmals erwähnte Dorf ist die einzige Ortschaft der gleichnamigen Landratsgemeinde im Rajon Snjatyn und liegt am Ufer der Belelujka (Белелуйка), einem 30 km langen, linken Nebenfluss des Pruth.
etwa 10 km nordwestlich vom ehemaligen Rajonzentrum Snjatyn und 100 km südöstlich vom Oblastzentrum Iwano-Frankiwsk.
Im Dorf legten Archäologen eine Siedlung der Cucuteni-Tripolje-Kultur frei. Außerdem fand man römische und byzantinische Goldmünzen aus dem 4. und 5. Jahrhundert.
Am 12. Juni 2020 wurde das Dorf ein Teil neu gegründeten Stadtgemeinde Snjatyn; bis dahin bildete es die Landratsgemeinde Beleluja (Белелуївська сільська рада/Belelujiwska silska rada) im Zentrum des Rajons Snjatyn.
Am 17. Juli 2020 wurde der Ort Teil des Rajons Kolomyja.

## Persönlichkeiten
1794 kam in Beleluja der ukrainische Priester, Autor, Kultur- und Bildungsaktivist Iwan Osarkewytsch zur Welt und 1855 wurde in der Ortschaft dessen Enkelin, die ukrainische Schriftstellerin und Organisatorin der ukrainischen Frauenbewegung Natalija Kobrynska geboren.